# Куранда (Квинсленд)
Куранда (англ. Kuranda) — город в северо-восточной части австралийского штата Квинсленд. Население города по оценкам на 2016 год составляло примерно 3008 человек. Город находится в составе графства Мариба Шир, население которого — 21557 человек (2016 год). Ближайший крупный город — Кэрнс (расположен в 30 километрах на юге).

## География
Город Куранда расположен на восточной окраине плато Атертон, где река Бэррон начинает крутой спуск к её прибрежной пойме.
Вдоль восточной окраины города находятся особо охраняемые национальные парки Куранда и Бэррон-Гордж. Оба национальных парка находятся в зоне влажных тропиков Квинсленда. На юге Куранды находятся лесной заповедник Бэррон-Гордж и заповедник Formatine Forest. Ближе к центру города находится заповедник Джумрум-Крик, где охраняются эндемичные виды лягушек, находящиеся под угрозой исчезновения.

## История
До прихода европейцев в тропическом лесу Куранды уже более 10 000 лет проживали Джибугайцы. Европейцы начали исследовать эти земли только в 19 веке. Впервые Куранда была заселена европейцами в 1885 году, а исследована в 1888 году Томасом Беханом. Строительство железной дороги от Кэрнса до Майолы (позже от Кэрнса до Хербертона) началось в 1887 году, а железнодорожная станция в Куранде была открыта лишь в 1915.
Почтовое отделение в городе открылось 25 июня 1891 года.
Между 1912 и 1913 годами Эрик Мьоберг возглавил экспедицию в Квинсленд. Во время экспедиции были замечены аборигенные жители Куранды.
С начала 1900-х годов Куранда стала привлекать туристов Туристам были интересны тропические леса и местные аборигены. Сегодня основой местной экономики является туризм. Многим интересно посмотреть на традиции и обычаи коренных жителей Куранды.
Гидроэлектростанция Бэррон-Гордж была построена недалеко от города в 1960-х годах.
Библиотека открылась в 1996 году и в 2015 году была капитально отремонтирована.